# Nazionale maschile di calcio a 5 del Kuwait
La nazionale di calcio a 5 del Kuwait è, in senso generale, una qualsiasi delle selezioni nazionali di calcio a 5 della Federazione calcistica kuwaitiana che rappresentano il Kuwait nelle varie competizioni ufficiali o amichevoli riservate a squadre nazionali. 

## Risultati nelle competizioni internazionali

### FIFA Futsal World Championship
| Anno e luogo | Piazzamento     | V | N | P | GF | GS |
| ------------ | --------------- | - | - | - | -- | -- |
| 1989         | Non presente    | – | – | – | –  | –  |
| 1992         | Non qualificata | – | – | – | –  | –  |
| 1996         | Non presente    | – | – | – | –  | –  |
| 2000         | Non presente    | – | – | – | –  | –  |
| 2004         | Non qualificata | – | – | – | –  | –  |
| 2008         | Non qualificata | – | – | – | –  | –  |
| 2012         | Primo turno     | 1 | 0 | 2 | 8  | 13 |
| 2016         | Squalificata    | – | – | – | –  | –  |
| 2021         | Squalificata    | – | – | – | –  | –  |
| 2024         | Non qualificata | – | – | – | –  | –  |
| Totale       | 1/10            | 1 | 0 | 2 | 8  | 13 |

### AFC Futsal Championship
| Anno e luogo | Piazzamento      | V  | N | P  | GF  | GS  |
| ------------ | ---------------- | -- | - | -- | --- | --- |
| 1999         | Non presente     | –  | – | –  | –   | –   |
| 2000         | Non presente     | –  | – | –  | –   | –   |
| 2001         | Quarti di finale | 2  | 0 | 3  | 14  | 32  |
| 2002         | Quarti di finale | 2  | 1 | 2  | 26  | 14  |
| 2003         | 4º posto         | 2  | 1 | 3  | 28  | 32  |
| 2004         | Quarti di finale | 2  | 0 | 2  | 31  | 16  |
| 2005         | Secondo turno    | 3  | 0 | 3  | 27  | 19  |
| 2006         | Primo turno      | 0  | 1 | 2  | 9   | 14  |
| 2007         | Primo turno      | 1  | 0 | 2  | 5   | 14  |
| 2008         | Primo turno      | 0  | 0 | 3  | 4   | 27  |
| 2010         | Primo turno      | 0  | 0 | 3  | 5   | 15  |
| 2012         | Quarti di finale | 2  | 1 | 1  | 17  | 7   |
| 2014         | 4º posto         | 3  | 0 | 3  | 18  | 15  |
| 2016         | Squalificata     | –  | – | –  | –   | –   |
| 2018         | Squalificata     | –  | – | –  | –   | –   |
| 2022         | Quarti di finale | 1  | 2 | 1  | 11  | 9   |
| 2024         | Primo turno      | 1  | 1 | 1  | 5   | 8   |
| Totale       | 13/17            | 19 | 7 | 29 | 200 | 220 |

## Allenatori
- Hossein Shams (2003–2006)
- Alanezy Salem (2006 a oggi)